# Henri Frenay

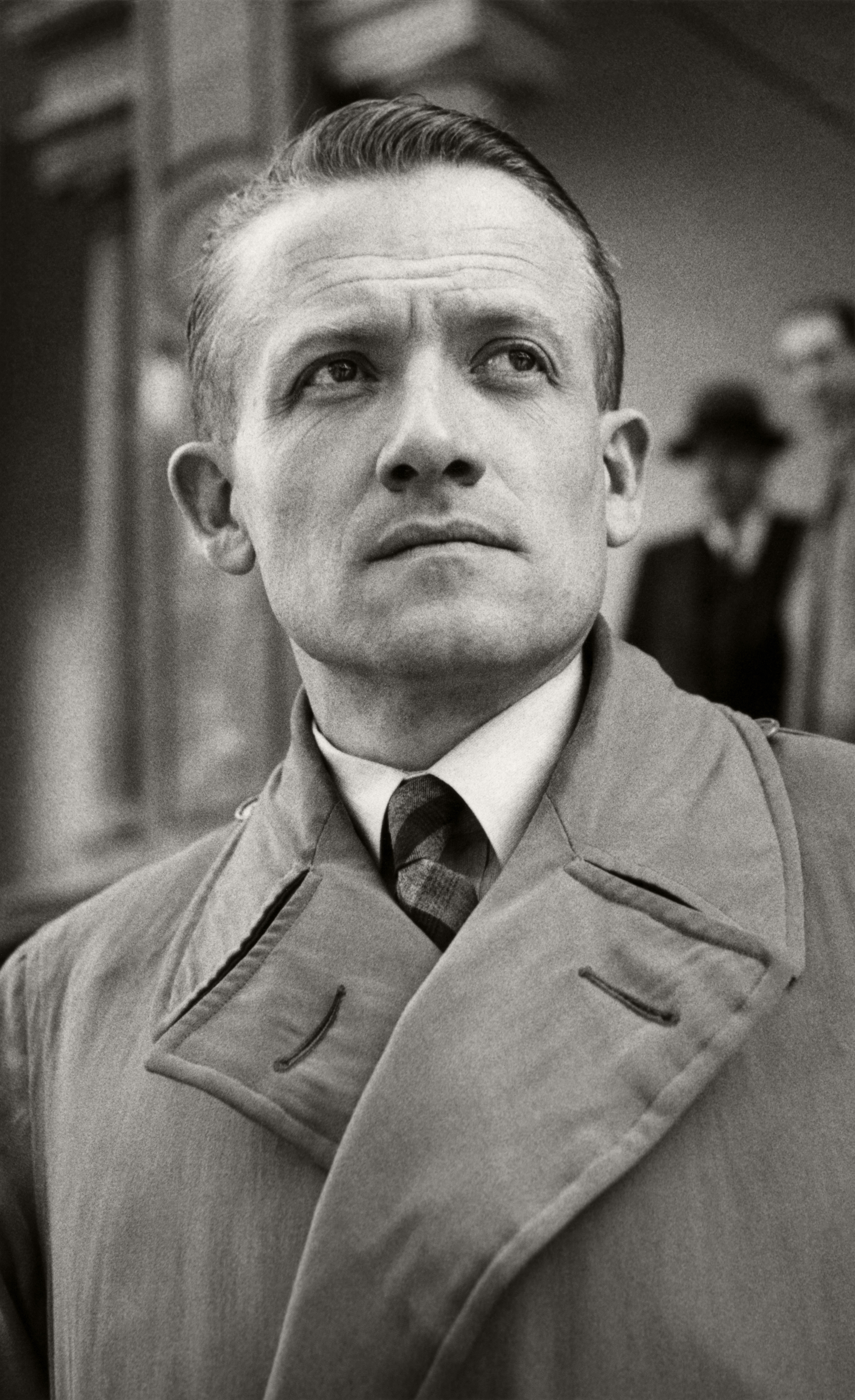
Henri Frenay.

Henri Frenay (Lyon, 19 de noviembre de 1905 - Porto-Vecchio, Córcega, 6 de agosto de 1988) fue un miembro de la Resistencia durante la Segunda Guerra Mundial y político francés. Estuvo casado con la doctora Chilina Ciosi, a la que conoció durante la guerra.

## Juventud
Henri Frenay pertenecía a una familia católica de militares de Lyon. Su familia siempre se mantuvo al margen de la política. Su padre murió durante la Primera Guerra Mundial, por lo que fue educado por su madre. Estudió en el Liceo Ampère de Lyon. 
hasta su encuentro con Berty Albrecht en 1934, se mantiene fuera de la política, aunque su tendencia era más bien nacionalista y conservadora.

## Formación militar y periodo anterior a la Guerra
En 1924, a los 19 años, se incorpora a la Escuela Especial Militar de Saint-Cyr de la que sale con el grado de subteniente dos años más tarde. Se le destina en primer lugar al Ejército del Rin, y luego a Siria en el 16º Regimiento de tiradores tunecinos y en el 8º Batallón asirio-caldeo de Kamechlie. En 1933, regresa a la metrópoli, ingresa en la Academia de oficiales y alcanza el grado de capitán. 
Conoce a Berty Albrecht en 1934 a través de refugiados alemanes anti-nazis, lo que le hace ver los peligros del nazismo. En 1938, Henri Frenay se interesa por Alemania, y estudia el país.

## Inicio de la guerra
En 1939, el capitán Henri Frenay es destinado al Estado mayor en la Línea Maginot. El 13 de junio de 1940, el 43.er Cuerpo de ejército al que pertenece recibe orden de retirada y cuatro días después es hecho prisionero por la Wehrmacht. Consigue escapar junto al alférez Bourguet. El 15 de julio llegan a pie a la zona libre. Es enviado primero a Marsella, y luego al Estado Mayor en Vichy, en el que trabajará durante un tiempo. El 24 de enero de 1941, solicita la baja por Armisticio en una carta en la que declara haber perdido la confianza en el Alto Mando. El general Picquendar trata de disuadirlo, pero ante la firmeza de su decisión, el general Charles Huntziger acepta su renuncia. A pesar de todo, Henri Frenay conservará muchas relaciones con el Ejército.

## Fundador deCombat
Funda el movimiento Combat, que se convertirá en el movimiento de Resistencia más importante de Francia, llegando a aunar al 70% de las fuerzas. Trabajará sin problemas con el movimiento encabezado por Jean-Pierre Levy y con alguno más con el de Emmanuel d'Astier de la Vigerie.
Por razones políticas, Henri Frenay no se une inmediatamente a Charles de Gaulle. Su rechazo a la política del Régimen de Vichy data de la capitulación de 1940, cuando aún pertenecía al Ejército. 
Buscado por la Gestapo y por la policía francesa, pasa a la clandestinidady adopta diversos nombres como Henri Francen, Morin, Molin, Lefèvre o Charvet, nombre este último por el que le conocían los servicios de inteligencia británicos. Amplía la publicación del diario clandestino Las Alitas del Nord y del Pas-de-Calais a toda la zona ocupada, pasando a ser primero Las Alitas de Francia y luego Resistencia. En la zona libre, su periódico Verdades, tras la fusión con Libertad, se transforma en Combat («Combate»), y su subcabecera reza "Órgano del movimiento de la Resistencia Francesa".

## Resistente
Junto a sus actividades en la Resistencia, se reúne en varias ocasiones con miembros del Régimen de Vichy (una vez se revoca su orden de detención) como el ministro del Interior Pierre Pucheu o el comandante Rollin, de la Policía, en 1942, los cuales le proponen ingresar en los Servicios Secretos, a lo que se niega. Gracias a ellos, consigue la libertad de algunos miembros de Combat, detenidos por la policía. 
Estas reuniones le hacen ser minusvalorado durante algún tiempo por algunos otros miembros de la Resistencia como Emmanuel d'Astier de la Vigerie y Jean Moulin que se preguntan a qué juega. La situación se aclara cuando desde Londres Henri Frenay elabora un informe en el que explica el objeto de esas reuniones, informe que se remite a los distintos jefes de la Resistencia.
El papel que desempeña Henri Frenay es el de unificador de la Resistencia, fusionando con la suya a otras varias redes y tratando de agrupar a los tres principales movimientos de la zona libre (Franc-Tireur, Libération, Combat), lo que desembocará más adelante en la creación de los Movimientos Unidos de la Resistencia o MUR (unification de los tres) del que será uno de los miembros del Comité dirigente. En octubre de 1941, se reúne con Jean Moulin, encargado de unificar la Resistencia Francesa y de ponerla al servicio de Charles de Gaulle. Se reunirán con frecuencia hasta 1943.
Henri Frenay, junto a Emmanuel d'Astier de la Vigerie, se dirige el 17 de septiembre de 1942 a Londres, pasando por Gibraltar. Se reúne con el General De Gaulle, jefe de la Francia libre, y descubre que están de acuerdo en muchas de las funciones de la Resistencia. También contactará con los miembros del BCRA entre los que estaba el coronel Passy.
Henri Frenay tendrá luego importantes diferencias con Jean Moulin, encargado por el General De Gaulle para dirigir la Resistencia en Francia, ya que opinaba que éste trataba de menguar la eficacia del MUR de modo deliberado para favorecer a algunos grupos radicales prosoviéticos.

## Posguerra

### Ministro de prisioneros, deportados y refugiados
Ya en noviembre de 1943 es nombrado Ministro de prisioneros, deportados y refugiados por el Comité Francés de la Liberación Nacional en Argel, y luego por el Gobierno Provisional de la República Francesa, en 1944 y hasta el 21 de octubre de 1945. Su tarea es la de facilitar el regreso a Francia de 1.330.000 prisioneros, refugiados y deportados de la zona estadounidense y reintegrarlos en la vida nacional en cuatro meses (entre abril y julio de 1945). Los deportados franceses de la zona soviética son liberados con mayor lentitud. Henri Frenay y su ministerio deben proporcionar la lista completa de los desaparecidos para que los soviéticos los busquen en las zonas en las que sólo ellos tienen acceso. 
El Ministerio de Henri Frenay finaliza cuando el Gobierno Provisional traspasa sus funciones a la Asamblea Constituyente en noviembre de 1945.

### Vida política
La guerra hizo que evolucionara hacia la izquierda hasta encuadrarse en un socialismo no marxista. Tras la Liberación de Francia, será uno de los fundadores de la Unión Democrática y Socialista de la Resistencia (UDSR). Opina que la Resistencia no debe terminar "con el último cañonzao" sino convertirse en el motor de una reconstrucción política y social del país.
Fue un feroz adversario de los comunistas, que lo atacaron con dureza, especialmente mediante su periódico L'Humanité. Henri Frenay llevó a los tribunales al periódico que trataba de desacreditarlo, explotando su confuso comportamiento durante la ocupación nazi.
Sus deseos de construir una república fuerte y sólida se ven contrariados por las luchas entre partidos. Tras fusionarse su movimiento con el de los radicales de izquierda, dimite y vuelca sus esfuerzos en el proyecto europeo. Como presidente de la Unión de Federalistas Europeos(UEF), no compartía las ideas europeas de De Gaulle, con el que ya no se lleva demasiado bien, pero también contra los protagonistas de la IV República. Su fe en la construcción europea le lleva a participar en el congreso de La Haya en 1948, que creó el Movimiento Europeo. Frenay dimitió de la presidencia de la UEF tras el rechazo de la Comunidad Europea de Defensa (CED) en 1954. 
Fue candidato no electo por la SFIO en las elecciones legislativas de 1958. Creía necesario el regreso de De Gaulle para plantear nuevas instituciones y para terminar con la guerra de Argelia. Sin embargo, en 1965, apoya la candidatura de Gaston Defferre a la presidencia, y propugna votar contra de Gaulle.

## Publicaciones
- Combate ("Combat"), Denoël, 1946
- La noche acabará ("La Nuit finira"), Robert Laffont, 1973
- VOluntarios de la noche ("Volontaires de la Nuit"), Robert Laffont, 1975
- El enigma Jean Moulin ("L'Énigme Jean Moulin"), Robert Laffont, 1977